# 馮絲華·哈蒂
馮絲華·哈蒂（法語：Françoise Madeleine Hardy，法語發音：[fʁɑ̃swaz madlɛn aʁdi] ⓘ；1944年1月17日—2024年6月11日）是一位退役法國歌手、演員及詞曲作者。馮絲華主要以演唱憂鬱抒情歌曲而聞名，在1960年代初期作為yé-yé浪潮的領軍人物而聲名鵲起。除了母語法語外，她還用英語、意大利語和德語演唱。她的職業生涯跨越五十多年，發行了三十多張錄音室專輯。
馮絲華在巴黎第九区出生長大，1962年在法國唱片公司Disques Vogue首次发表音乐作品，並透過歌曲“Tous les garçons et les filles”一舉成名。她於1964年開始在倫敦錄製唱片，遠離早期搖滾樂的影響，這使她能夠透過諸如Mon amie la rose、L'amitié、La maison où j'ai grandi和Ma jeunesse fout le camp...等專輯拓寬她的聲音。在60年代末70年代初，她發表了Comment te dire adieu、La question和Message personnel，進一步确立了她的艺术地位。在此期間，她與塞尔日·甘斯布、帕特里克·莫迪亚诺、米歇尔·贝尔热和卡特琳·拉臘等詞曲作者合作。1977年至1988年間，她與製作人盖布瑞·雅德合作製作了專輯Star、Musique saoûle、Gin Tonic和À suivre。馮絲華1988年的唱片Décalages被廣泛宣傳為她的最後一張專輯，不過她在八年後憑藉Le danger回歸，完全重塑了她的声音，成為一種更严厉的另类摇滚。她在2000年代的後續專輯Clair-obscur、Tant de belles choses和(Parenthèses...)又表現出她圓潤風格的回歸。在2010年代，馮絲華發表了她的最後三張專輯：La pluie sans parapluie、L'amour fou和Personne d'autre。
除了音樂之外，馮絲華還在電影《古堡奇情》、Une balle au cœur和美國製作的《大賽車》中擔任過女配角。她曾是安德烈·庫雷熱、伊夫·圣洛朗和帕科·拉巴納等時裝設計師的靈感繆斯，並與攝影師让-马里·佩里耶合作過。馮絲華還有一段占星家的職業生涯，自1970年代以來就此主題撰寫了大量文章。此外，自2000年代以來，她還寫過小說和非小說類的書籍。她的自传Le désespoir des singes... et autres bagatelles曾是法國的暢銷書。作為一名公眾人物，馮絲華以其羞怯、對名人生活的祛魅和自嘲的態度而聞名，這要歸因於她終生與焦慮和不安全感作鬥爭。她與法國創作歌手雅克·迪特龍於1981年結婚，他們的獨子托馬也是一名音樂人。2021年，馮絲華宣布她的健康狀況惡化，由於癌症治療的影響，她將無法再唱歌。
在1960年代事業達到頂峰之後很久，馮絲華仍然是法國歷史上最暢銷的歌手之一，並繼續被視為法國流行音樂和時尚界的標誌性和影響力人物。2006年，她被法兰西学术院授予Grande médaille de la chanson française，以表彰她在音樂方面的事業。她的作品出現在多個評論家的名單上。